# Mark Morton
Mark Duane Morton (* 25. November 1972 in Williamsburg, Virginia) ist ein US-amerikanischer Gitarrist. Er ist Mitglied der Band Lamb of God und veröffentlicht seit 2019 Solowerke.

## Werdegang
Anfang der 1990er Jahre besuchte Morton die Virginia Commonwealth University, wo er den Schlagzeuger Chris Adler und den Bassisten John Campbell kennen lernte. Gemeinsam gründete man im Jahre 1990 die Band Burn the Priest. Vier Jahre später schaffte er seinen Abschluss und zog nach Chicago. Gleichzeitig verließ er die Band. Im Jahre 1999 stieg Morton wieder ein, während die Band sich später im Lamb of God umbenannte. Mit Lamb of God veröffentlichte Morton sieben Studioalben sowie zwei weitere unter dem Namen Burn the Priest. Lamb of God wurden fünfmal für einen Grammy in den Kategorien Best Metal Performance bzw. Best Hard Rock/Metal Performance nominiert, jedoch konnte die Band nie einen Preis entgegennehmen. Das US-amerikanische Magazin Loudwire führt Lamb of God auf seiner Liste der 50 wichtigsten Metalbands des 21. Jahrhunderts.
Am 1. März 2019 veröffentlichte Mark Morton sein Soloalbum Anesthetic, an dem er bereits seit Jahren gearbeitet hatte. Produziert wurde das Album von Josh Wilbur. Es sind mehrere Gastsänger auf dem Album zu hören wie zum Beispiel Chester Bennington (Linkin Park), Randy Blythe (Lamb of God), Alissa White-Gluz (Arch Enemy), Jacoby Shaddix (Papa Roach), Chuck Billy (Testament) und Myles Kennedy (Alter Bridge). Morton spielte auf dem Album alle Gitarren ein, während Bass und Schlagzeug unter anderem von Roy Mayorga (Stone Sour), David Ellefson (Megadeth), Paolo Gregoletto (Trivium) oder Mike Inez (Alice in Chains) eingespielt wurden. Für die folgende kurze Tournee durch die USA mit den Vorgruppen Light the Torch und Moon Tooth verpflichtete Morton den Sänger Mark Morales, den Bassisten Nick Villareal (beide Sons of Texas), den Gitarristen Doc Coyle (Bad Wolves) und den Schlagzeuger Art Cruz (Winds of Plague) als Begleitband. Am 17. Januar 2020 wurde die EP Ether veröffentlicht, die fünf Lieder in akustischer Form enthält. Den Gesang auf Ether übernahmen unter anderem Lzzy Hale (Halestorm), Howard Jones (Light the Torch), John Carbone (Moon Tooth) und Mark Morales. Am 11. April 2025 erschien Mortons zweites Soloalbum Without the Pain, welches sich stilistisch im Bereich Southern Rock und Country-Rock befindet. Als Sänger sind Jaren Johnston von The Cadillac Three, Cody Jinks, Matt James von Blacktop Mojo, Travis Denning, Charlie Starr von Blackberry Smoke, Jason Isbell, Grace Bowers, Tyler Bryant & The Shakedown, Troy Sanders, Jared James Nichols und Neil Fallon von der Band Clutch zu hören.
Zusammen mit dem DevilDriver-Sänger Dez Fafara unterhält Morton das Projekt Born of the Storm, das bislang vier Titel veröffentlicht hat. Darüber hinaus veröffentlichte Morton noch einige weitere Solotitel und war als Gastmusiker bei Künstlern wie Swashbuckle, Gwar, Dee Snider und DevilDriver aktiv. Morton spielt Gitarren der Firma Jackson Guitars. Zusammen mit seinem Bandkollegen Randy Blythe ist Morton in dem Dokumentarfilm Metal – A Headbanger’s Journey zu sehen.

## Diskografie
mit Lamb of God
als Solokünstler
- 2019: Anesthetic (Album)
- 2020: Ether (EP)
- 2025: Without the Pain (Album)

als Gastmusiker
- 2010: Swashbuckle – Crime Always Pays... (Hintergrundgesänge)
- 2013: Gwar – Battle Maximus auf dem Album Battle Maximus (Gitarre)
- 2018: Dee Snider – For the Love of Metal (Gitarre)
- 2018: DevilDriver – Whiskey River auf dem Album Outlaws til the End, Vol. 1 (Gitarre)